# أسيتات البيريليوم القاعدية
أسيتات البيريليوم القاعدية (أو أوكسي أسيتات البيريليوم) مركب كيميائي له الصيغة Be4O(O2CCH3)6، ويكون على شكل بلورات عديمة اللون.

## التحضير
يحضّر مركب أسيتات البيريليوم القاعدية من تفاعل كربونات البيريليوم القاعدية مع حمض الخليك الساخن:
{\displaystyle \mathrm {Be_{2}CO_{3}\ +\ 6\ AcOH\ \longrightarrow \ Be_{4}O(AcO)_{6}\ +\ 5\ H_{2}O+\ 2\ CO_{2}} }
حيث Ac ترمز للأسيتات.

## الخواص
إن أسيتات البيريليوم القاعدية غير منحلة في الماء، لكنها تنحل في الكلوروفورم، وذلك لأن المركب غير قطبي. ينصهر المركب ويتسامى في الفراغ دون أن يتفكك.
إن الأسيتات القاعدية تتألف من هيكل من مراكز فلزية مرتبطة إلى أيون أكسيد مركزي، بالإضافة إلى مجموعة من ربيطات الأسيتات. يكون لأسيتات البيريليوم القاعدية بنية مكونة من مركز رباعي السطوح من 6+Be4O تفصل فيه الأسيتات (-CH3CO2) مراكز 2+Be.
تعد هذه البنية ألماسية مؤلفة من حلقات متداخلة سداسية الأضلاع من Be2O3C، وتتميز هذه البنية بالثبات، حيث أن المركب يغلي عند 330 °س.

## احتياطات الأمان
إن البيريليوم ومركباته الكيميائية هي مواد سامّة ومسرطنة، حيث يمكن أن تسبب مرض التسمم بالبيريليوم. لذا ينبغي أخذ الحيطة والحذر عند التعامل مع هذه المركبات.